# Rubén Botta
Rubén Alejandro Botta Montero (San Juan, 31 januari 1990) is een Argentijns voetballer die doorgaans als offensieve middenvelder speelt. Hij verruilde CF Pachuca in januari 2017 voor San Lorenzo.

## Clubcarrière
Op 23 maart 2009 debuteerde Botta in het shirt van Tigre in het betaald voetbal, tegen Boca Juniors. Hij was toen negentien jaar oud. In het seizoen 2010/11 werd hij een vaste waarde bij de club. Na vier jaar vertrok Botta uit Argentinië en tekende hij een contract bij Internazionale, dat hem gedurende het seizoen 2014/15 verhuurde aan Chievo Verona. Voor Verona speelde Botta 21 competitiewedstrijden. In de zomer van 2015, nadat Botta was teruggekeerd bij Internazionale, tekende hij een contract bij CF Pachuca, actief in de Liga MX.